# Adventure Publications
Adventure Publications — американське видавництво коміксів, що засноване Стівом Майлом в 1986 році у Ферфаксі, штат Вірджинія. Видавництво діяло з 1986 по 1993 рік. У 1989 році воно об'єдналося з американською компанією Malibu Comics, ставши Adventure Comics.

## Історія
Компанія заснована в травні 1986 року Стівом Майло, видавництво було назване на честь своєї першої книги «Adventures», спочатку опублікованої канадським видавцем коміксів Aircel. Після перших двох випусків Adventure Publications почали публікуватись самостійно.
У березні 1988 року компанія мала п'ять назв (Adventurers, Elf Warrior, Ninja Elite, Star Rangers і Warriors) і виросла до сьомого за величиною з приблизно ста видавців коміксів у США. У січні 1989 року Adventure Publications було придбано американським видавцем Malibu Comics, яке раніше придбало Aircel у жовтні 1988 року.

## Видання
- Alien Nation
  - The Spartans (1990), #1–4
  - A Breed Apart (1990—1991), #1–4
  - The Firstcomers (1991), #1–4
  - The Skin Trade (1991), #1–4
  - The Public Enemy (1991—1992), #1–4
- Ape Nation (1991), #1–4
- Adventurers
  - Book I (1986—1987), #0–10
  - Book II (1987—1988), #1–6
  - Book III (1989—1990), #1–6
  - Crimson Letters (1990), #1
- Adventures of Roger Wilco (1992), #1–3
- Badaxe (1989), #1–3
- The Bat (1992), #1
- Death Hawk (1988), #1–3
- Deathworld
  - Book I (1990—1991), #1–4
  - Book II (1991), #1–4
  - Book III (1991), #1–4
- The Defenseless Dead (1991), #1–3
- Demon's Tails (1993), #1–4
- Dracula: The Suicide Club (1992). #1–4
- Elf Warrior (1987—1988), #1–3
- Evil Ernie (1992), Special Limited Edition #1
- From the Darkness (1990—1991), #1–4
- Lovecraft in Full Color (1991—1992), #1–4
- Jeremiah
  - Birds of Prey (1991), #1–2
  - A Fistful of Sand (1991), #1–2
  - The Heirs (1991), #1–2
- Livingstone Mountain (1991), #1–4
- Logan's Run (1991), #1–6
- Logan's World (1991), #1–6
- Merlin[4]
  - v1 (1990—1991), #1–6
  - Idylls of The King (1992), #1–2
- Miss Fury (1991), #1–4
- Monsters from Outer Space (1992—1993), #1–3
- NetherWorlds (1988), #1
- Ninja Elite (1987—1988), #1–8
- Paranoia (1991—1992), #1–6
- Peter Pan: The Return to Never-Never Land (1991), #1–2
- Planet of the Apes
  - v1 (1990—1992), #1–24 + Annual (1991)
  - Ape City (1990), #1–4
  - Urchak's Folly (1991), #1–4
  - Terror on the Planet of the Apes (1991), #1–4
  - Blood of the Apes (1991—1992), #1–4
  - Sins of the Father (1992), #1
  - The Forbidden Zone (1992), #1–4
- Re-Animator
  - …in Full Color (1991), #1–3
  - Tales of Herbert West (1991)
  - Dawn of the Re-Animator (1992), #1–4
- Retief
  - v1 (1989—1990), #1–6
  - Retief and the Warlords (1991), #1–4
  - Diplomatic Immunity (1991), #1–2
  - The Giant Killer (1991), #1
  - The Garbage Invasion (1991), #1
  - Grime & Punishment (1991), #1
- Rocket Ranger (1991—1992), #1–5
- Rust v3 (1992), #1–4
- Sinbad
  - Book I: The Four Trials (1989—1990), #1—4
  - Book II: In the House of God (1991), #1–4
- Star Rangers (1987—1988), #1–4
- Torg (1992), #1–4
- Velvet (1993), #1–4
- Warriors (1987—1988), #1–5